# Cicurina maya
Espèce
Cicurina maya est une espèce d'araignées aranéomorphes de la famille des Cicurinidae.

## Distribution
Cette espèce est endémique du Yucatán au Mexique,. Elle se rencontre à Muná dans la grotte Cueva Tucil (Actún Tucil).

## Description
La femelle holotype mesure 3,6 mm.
La femelle décrite par Paquin et Dupérré en 2009 mesure 3,13 mm.
Cette araignée est anophtalme.

## Systématique et taxinomie
Cette espèce a été décrite par Gertsch en 1977.

## Étymologie
Cette espèce est nommée en l'honneur des Mayas. 

## Publication originale
- Gertsch, 1977 : « Report on cavernicole and epigean spiders from the Yucatan peninsula. » Association for Mexican Cave Studies Bulletin, vol. 6, p. 103-131.